# ゲルマン騎士団
ゲルマン騎士団(Germanenorden ゲルマン教団とも)は20世紀初頭のドイツ国の秘密結社である。反ユダヤ主義者テオドール・フリッチに指導された帝国鉄槌同盟の秘密組織として、ヘルマン・ポールら何人かの著名なドイツのオカルティストたちによって1912年に結成された。
思想的には、グイド・フォン・リスト、アドルフ・ヨーゼフ・ランツの影響が大きく、スワスティカ（鉤十字）をシンボルとし、フリーメイソンに似た階層的な兄弟団組織（ロッジ）を有していた。その参入者たちには民族主義的な北方人種優越のイデオロギーと反ユダヤ主義を、オカルトや魔術的な哲学と同様に教えていた。
ゲルマン騎士団の歴史的に重要な分派は1918年8月にルドルフ・グラウアー、後に改名してゼボッテンドルフ男爵の主導の下に結成されたトゥーレ協会である。このグループはドイツ労働者党（DAP）、そして究極的には国家社会主義ドイツ労働者党（ナチス）に影響を与えた。